# Львовско-Волынский каменноугольный бассейн
Львовско-Волынский каменноугольный бассейн (укр. Льві́всько-Воли́нський вугі́льний басе́йн) — угольный бассейн, расположен на территории Волынской и Львовской областей Украины и охватывает площадь около 10 тыс. км². Территория бассейна тянется с севера от города Устилуг Волынской области на юг примерно до города Великие Мосты Львовской области на 125 км, с запада на восток на 60 км. Основные города: Нововолынск, Червоноград, Сокаль, Белз.

## История освоения

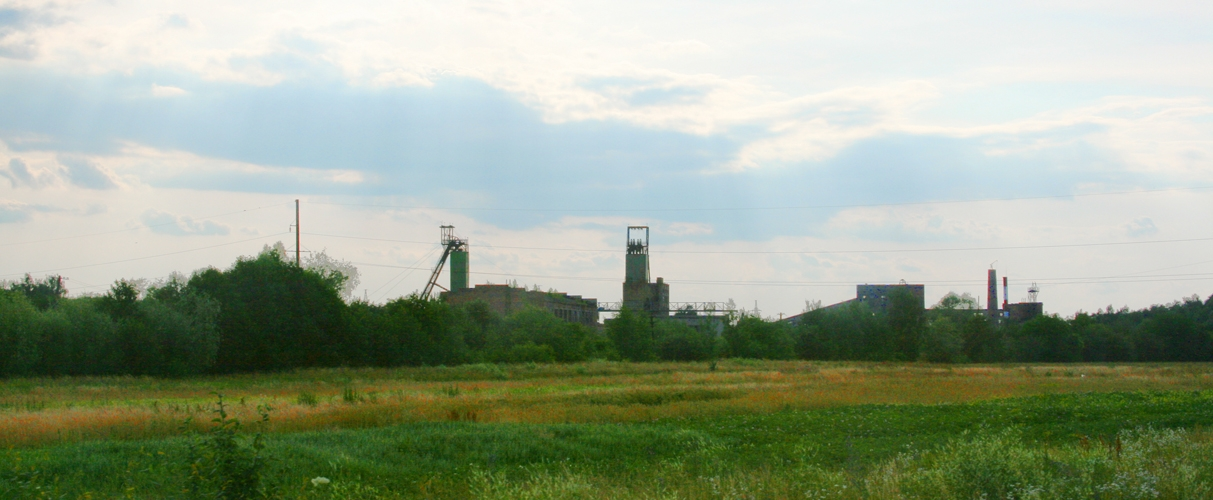
Шахта «Межречанская», сдана в 1959 году как Великомостовская 8

Был открыт в 1912 году русским геологом М. М. Тетяевым. Подготовка шахтных полей была начата в 1948 году, а эксплуатация — в 1949 году.
Первый уголь в районе Червонограда начали добывать после присоединения этих территорий в 1951 году к УССР в 1954 году.
Большинство промышленных запасов угля сосредоточено в Межреченском, Забугском месторождениях, меньшая часть в Волынском, Сокальском, Тягловском. В 1972 году в бассейне было 20 шахт. Геологически бассейн представляет собой полого погружающуюся в северо-западном направлении моноклиналь, с севера и юга ограниченную крупными сбросами, на западе уходящую в Польшу. Общие запасы угля здесь не превышают 1 % от разведанных на Украине, глубина залегания — 300—650 м, мощность пластов — 0,5-1,0 м, добывают 14 млн т угля. Здесь добываются угли двух марок: Г (газовые) — 92 % от добываемого объёма; Ж (жирные) — соответственно 8 %. В бассейне более низкие (сравнительно с Донбассом) и общие показатели качества угля, который характеризуется меньшей теплотворностью и более высокой зольностью.
В советский период уголь использовался на западной Украине, вывозился в Калининградскую область РСФСР, в БССР и прибалтийские республики. С 1976 года наблюдалось сокращение части угля в балансе топлива, поставляемого на электростанции и ухудшение качества поставляемых углей, приблизительно, на 20 % по теплотворной способности при повышении зольности.
Для улучшения качества угля в 1979 году была построена Червоноградская центральная обогатительная фабрика, проектная мощность которой составляла 9,6 млн т угля в год, а фабрика была крупнейшей в Европе. Основное направление деятельности ЦОФ «Червоноградская» — обогащение энергетического угля марки Г, который добывается во Львовско-Волынском угольном бассейне. После распада СССР объёмы переработки угля на предприятии снизились в десять раз.

## Современное состояние
До конца 1990-х годов Червоноградская ЦОФ входила в состав государственного ПО «Укрзападуголь» (впоследствии разделилось на два объединения — «Львовуголь» и «Волыньуголь»), а в конце 2000 года была выделена из его состава и сдана в аренду на 15 лет ЗАО «Львов Систем Энерго» (созданному в 1998 году венгерской System Consulting и червоноградским ООО «Бизнес-консалтинговый центр»).
За 1999 год суммарная угледобыча шахт составила около 4 млн т, объёмы переработки на обогатительной фабрике — 2,6 млн т. Обогащённый уголь предназначен в основном для населения, то есть частных лиц и отопительной сети. Необогащенный уголь потребляли Бурштынская и Добротворская тепловые электростанции, небольшая часть его экспортируется в Белоруссию. Уголь Львовского угольного бассейна покрывал около половины потребность в топливе теплоэлектростанций.
В 2000-е годы производственный уровень колебался от 3,5 млн до 4 млн т в год. Запасы шахт Львовского бассейна соответствуют около 110 млн т в существующих шахтах и 205 млн т в шахтах, которые предстоит построить. Предполагается, что в перспективе в бассейне будут работать только 2 шахты из 15 действующих. В 2007 году принято решение развивать только 4 шахты из 9 действующих в структуре компании «Львовуголь»: «Межиречанскую», «Великомостовскую», «Червоноградскую» и «Возрождение».
Развитие этой угольной базы позитивно повлияло на топливный баланс западного региона Украины, формирование новых промышленных комплексов, развитие городских поселений (г. Нововолынск, г. Червоноград), однако вызвало упадок старых городских центров, оказавшихся вдали от залегания угольных пластов (г. Белз, г. Угнев).

## Список шахт

### Работающие
- Нововолынская № 1 (шахта)
- Нововолынская № 5 (шахта)
- Нововолынская № 9 (шахта)
- Бендюжская (шахта) (построена как «Великомостовская № 2»)
- Бужанская (шахта)
- Великомостовская (шахта) (до 2000 года «Великомостовская № 1»)[2]
- Визейская (шахта) (до 2000 года «Великомостовская № 8»)[2]
- Возрождение (шахта) (до 2000 года «Великомостовская № 4»)[2]
- Заречная (шахта, Львовуголь)
- Лесная (шахта, Львовуголь) (построена как «Великомостовская № 6»)
- Межречанская (шахта) (построена как «Великомостовская № 3»)
- Надежда (шахта) (до 2000 года «Великомостовская № 9»)[2]
- Степная (шахта, Львовуголь) (построена как «Великомостовская № 10»)
- Червоноградская (шахта)

### Планируемые
- Червоноградская № 3
- Нововолынская № 10